# Universitat de Tolosa-Joan Jaurés
La Universitat de Tolosa-Joan Jaurés (nom occità) coneguda fins al 2014 com Universitat de Tolosa-Lo Miralh (nom occità) o Tolosa II (en francès Université de Toulouse-Jean Jaurès), és una de les tres universitats de la Universitat de Tolosa, especialitzada en les lletres i les ciències humanes. La seva seu principal es troba al barri del Miralh, a Tolosa.
Els edificis d'aquesta universitat van ser dissenyats i construïts per l'equip d'arquitectes Candilis, Josic, Woods.
La universitat del Mirall es va crear per la saturació de l'antiga facultat situada al centre de Tolosa i el moviment popular de maig de 1968. Es va decidir dividir la universitat de Tolosa en tres: facultat de dret (Tolosa I), la facultat de lletres (Tolosa II) i la universitat Tolosa III, anomenada Paul Sabatier. El 1969 es va crear la quarta universitat de Tolosa, "l'Institut national polytechnique de Toulouse, fédération d'écoles d'ingénieurs". La universitat del Mirall va obrir gradualment les seves portes entre 1971 i 1973. Estava prevista per a 11.000 estudiants però acull actualment uns 23.800 estudiants.

## Instituts
- Institut de Formacion dels Musicians Intervenent a l'escòla (IFMI)
- Institut Pluridisciplinari pels Estudis sus las Americas a Tolosa (IPEAT)
- Institut Universitari de Tecnologia de Blanhac[1]
- Institut Universitari de Tecnologia de Fijac,[2]
- Institut Regional del Trabalh de Tolosa Miègjorn-Pirenèus[3]

## Escoles internes
- Escòla Superiora d'Audiovisual[4]

## Escoles Doctorals
A títol principal:
- CLESCO (Comportament, Lengatge, Educacion, Socializacion, Cognicion)[5]
- ALLPH@ (Arts, Letras, Lengas, Filosofia, Comunicacion)[6]
- TESC (Temps, Espacis, Sociatats, Culturas)[7]

## Servei d'ensenyament a distància (SED)
Formacions: 
- Arts, Letras e Lengas: Alemany (L + M1), Anglès (L + M1 + M2), Àrab (L + DU), Catalan (DU), Espanhol (L + M1 + M2 + DU), Italian (DU), LEA Anglés/Alemand (L + M1), LEA Anglès/Espanyol (L + M1), LEA Anglès/Rus (L), Lletres clàssiques (L + DU), Lletres modernes (L + M2), Occità (L1 + DU), Filosofia (L + M1 + M2), Portuguès (M1 + DU), Rus (L + M1 + DU), Ciències del Llenguatge (L)
- Ciències humanes i socials: Antropologia-Etnologia (L3), Economia i sociologia (L), Geografia (L), Història (L), MASS (L + C2i), Psicologia (L), Ciències de l'educació (L3 + M1), Sociologia (L)

(L = Llicenciatura (L1+L2+L3) ; M = Màster (M1+M2) ; DU = Diploma d'universitat)
La Universitat de Tolosa II-Le Miralh és membre de la FIED (Federación Interuniversitària de l'Ensenyament a Distància).